# Kaple svatého Vincence de Paul (Paříž)
Kaple svatého Vincence de Paul (fr. Chapelle Saint-Vincent-de-Paul) je katolická kaple v 6. obvodu v Paříži, v ulici Rue de Sèvres. Je zde pohřben Vincenc de Paul.

## Historie
Základní kámen kaple byl položen 17. srpna 1826 a stavba byla dokončena ještě téhož roku. Kaple byla postavena k uložení ostatků svatého Vincence de Paul. Kapli vysvětil 1. listopadu 1827 pařížský arcibiskup Hyacinthe-Louis de Quélen.

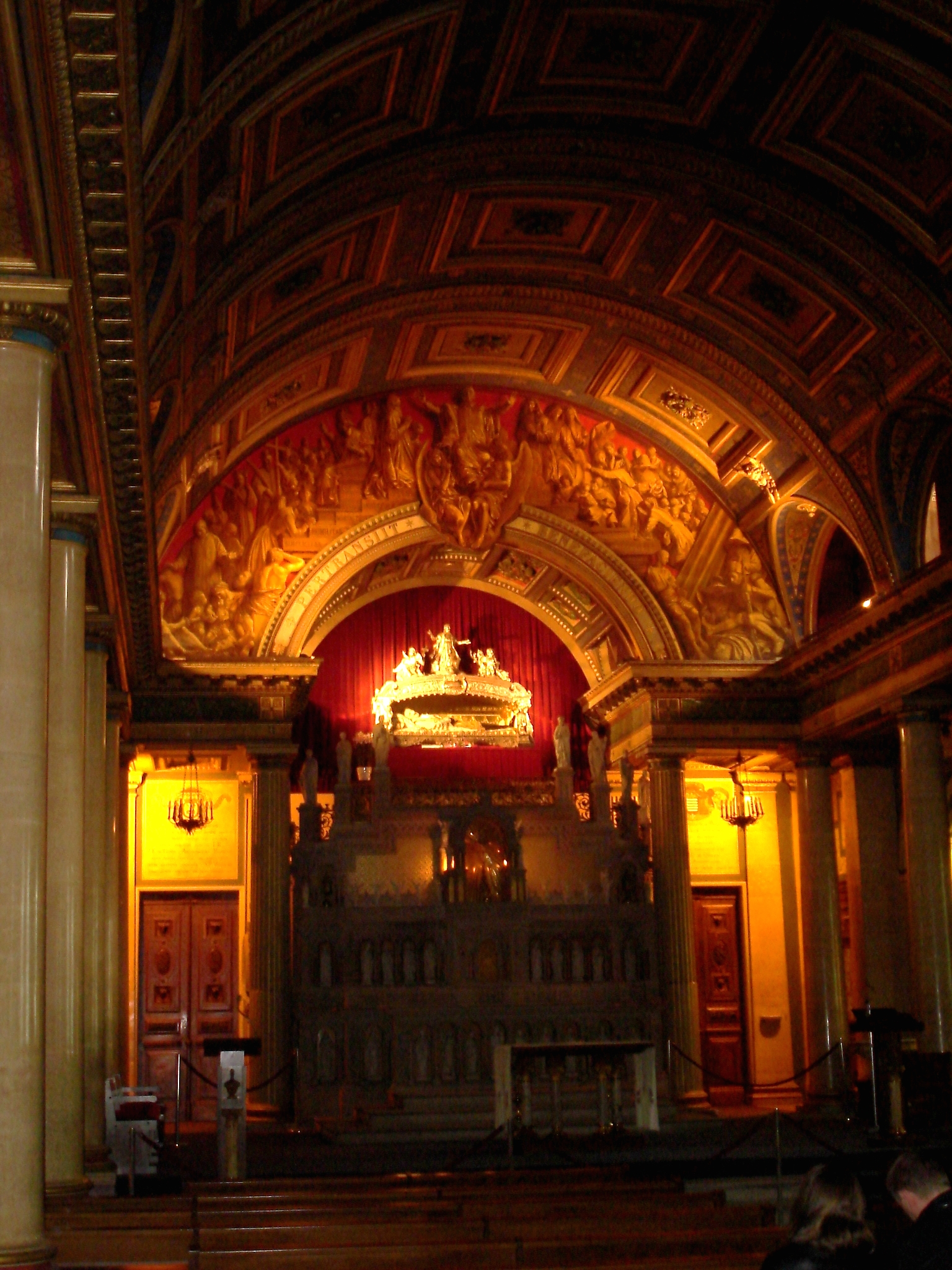
Umístění relikviáře nad oltářem

## Vybavení
Relikviář obsahující tělo Vincence de Paul byl umístěn nad oltářem 25. dubna 1830 a je přístupný po schodištích po obou stranách oltáře. Relikviář bohatě zdobený stříbrnými sochami vytvořil zlatník Jean-Baptiste Claude Odiot (1763-1850).
Srdce Vincence de Paul je uloženo samostatně v kapli v ulici Rue du Bac č. 140 v 7. obvodu.
V kapli jsou také pohřbeni dvou kněží kongregace lazaristů umučených v Číně: svatý Jean-Gabriel Perboyre (1802-1840) a sv. François-Régis Clet (1748-1820).
Vitráže v oknech představují epizody ze života Vincence de Paul. Pocházejí z roku 1864 stejně jako varhany, které vyrobil Aristide Cavaillé-Coll. Na těchto varhanách hrál Louis Braille od roku 1845 až do své smrti.
Poblíž kaple je pamětní místnost obsahující množství památek na Vincence de Paul, Louisu de Marillac, spoluzakladatelku Kongregace Milosrdných sester svatého Vincence de Paul a mučedníků kongregace lazaristů.
Kaple byla restaurována v letech 1983 a 1992.